# ジュルベル
ジュルベル（仏語：Diourbel, セレール語：Jurbel, ウォロフ語： Njaaréem）は、セネガルジュルベル州ジュルベル県の都市。
州都兼県都である。
モスクやピーナッツ産業で知られている。
2007年の人口は約10万人。

## 交通
ダカール・ニジェール鉄道の乗換駅である。
シネ川を跨ぐ橋が有る。

## 姉妹都市
- アヴィニョン(フランス・プロヴァンス＝アルプ＝コート・ダジュール地域圏・ヴォクリューズ県)[1][2]